# Megacyllene latreillei
Megacyllene latreillei là một loài bọ cánh cứng trong họ Cerambycidae.